# Dīmītrīs Kokolakīs
Dīmītrīs Kokolakīs (in greco Δημήτρης Κοκολάκης?; Retimo, 11 novembre 1949) è un ex cestista greco.

## Carriera
Con la Grecia ha disputato quattro edizioni dei Campionati europei (1975, 1979, 1981, 1983).

## Palmarès
- Campionato greco: 12

Panathinaikos: 1970-71, 1971-72, 1972-73, 1973-74, 1974-75, 1976-77, 1979-80, 1980-81, 1981-82
Aris Salonicco: 1984-85, 1985-86, 1986-87
- Coppa di Grecia: 4

Panathinaikos: 1979, 1982, 1983
Aris Salonicco: 1985, 1986-87